# Dieter Hecking
Dieter-Klaus Hecking (* 12. září 1964) je bývalý německý fotbalista, který se po aktivní kariéře dal na trenérskou dráhu.

## Trenérská kariéra

### VfB Lübeck
Hecking se jako trenér VfB Lübeck zasadil o postup do 2. Bundesligy, které se severoněmecký celek účastnil počínaje sezónou 2002/03, v sezóně následující ovšem sestoupil. Úspěch učinil Hecking v německém poháru (DFB-Pokal), ve kterém dosáhl semifinále. Proti Werderu Brémy, později vítězi tohoto poháru a zároveň vítězi Bundesligy, prohrál Lübeck až v prodloužení, navíc hraném v Brémách.

### Alemannia Aachen
Alemannia Aachen, klub z města Cáchy, dovedl do nejvyšší německé ligové soutěže, Bundesligy. Po úvodních třech kolech sezóny 2006/07 v 1. Bundeslize ale Aachen opustil a začal trénovat jiný prvoligový klub Hannover 96.

### Borussia Mönchengladbach
Hecking převzal 21. prosince 2016 německý celek Borussia Mönchengladbach, který se v sezóně 2016/17 zapletl do boje o udržení v nejvyšší Bundeslize. Smlouvu podepsal do konce června roku 2019.
Potřetí za sebou se tak ujal nového týmu uprostřed sezóny,
mezi prvoligovými trenéry byl z hlediska počtu odtrénovaných zápasů v 1. Bundeslize nejzkušenějším.
Soutěžní debut si odbyl 21. ledna 2017 proti Darmstadtu, venkovní duel skončil bezgólovou remízou.
Navzdory výsledkům na domácí scéně si Borussia na podzim zaručila osmifinále Evropské ligy, ve které se střetla se Schalke, avšak po remízách 1:1 venku a 2:2 doma postoupil soupeř díky pravidlu venkovních gólů.
Dne 25. dubna 2017 se jeho svěřenci utkali s Eintrachtem Frankfurt o možnost zahrát si finále domácího poháru, stav 1:1 ale vydržel i celé prodloužení a došlo na penaltový rozstřel, v němž uspěli fotbalisté Frankfurt.
Za 17 ligových zápasů jara nasbíralo mužstvo 28 bodů a přiblížilo se kvalifikaci do evropských pohárů, takové plány ovšem zhatily tři remízy v závěrečných třech kolech.